# Reinado Internacional del Café 2019
El Reinado Internacional del Café 2019 es la XLVIII edición del certamen Reinado Internacional del Café, que se llevó a cabo el día 12 de enero de 2019 durante el marco de la Feria de Manizales celebrada en la ciudad de Manizales, Colombia donde candidatas de 22 diferentes países productores y exportadores de café compitieron por el título y la corona internacional. Al final del evento, la reina saliente Carmen Serrano de España coronó a Scarlet Sánchez de Colombia como su sucesora.
El concurso fue transmitido por el canal regional Telecafé con señal abierta en línea en vivo para más de 100 países a través de su página de web. También a través de la cadena internacional Nuestra Tele y el canal regional TRO.

## Resultados
| Posiciones                           | Candidata                           |
| ------------------------------------ | ----------------------------------- |
| Reina Internacional del Café 2019    | - Colombia - Scarlet Sánchez        |
| Virreina Internacional del Café 2019 | - Bolivia - Yesenia Barrientos      |
| 1.ª Princesa                         | - Japón - Yu Harada                 |
| 2.ª Princesa                         | - Venezuela - María Sofía Contreras |
| 3.ª Princesa                         | - Brasil - Innessa Pontes           |
| 4.ª Princesa                         | - Guatemala - Keila Rodas           |

## Premios especiales
| Premio               | Candidata |
| -------------------- | --- |
| Mejor Cuerpo         | - Venezuela - María Sofía Contreras                                                                           |
| Mejores Piernas      | - Puerto Rico - Naisha Cabán                                                                                  |
| Mejor Cabello        | - Polonia - Maja Sieron                                                                                       |
| Mejor Sonrisa        | - Venezuela - María Sofía Contreras                                                                           |
| Miss Belleza Natural | - Canadá - Rita Houkayem - Colombia - Scarlet Sánchez - Japón - Yu Harada - Venezuela - María Sofía Contreras |

### Mejor Rostro
| Posiciones | Candidata                                                                                      |
| ---------- | ---------------------------------------------------------------------------------------------- |
| Ganadora   | - Brasil - Innessa Pontes                                                                      |
| Top 4      | - El Salvador - Paulette Rodríguez - Polonia - Maja Sieron - Venezuela - María Sofía Contreras |

### Reina de la Policía
| Posiciones | Candidata                                            |
| ---------- | ---------------------------------------------------- |
| Ganadora   | - Colombia - Scarlet Sánchez                         |
| Top 3      | - Aruba - Hannah Arends - Puerto Rico - Naisha Cabán |

## Candidatas
22 candidatas han sido confirmadas: 
| País                 | Candidata                            | Edad | Estatura | Lugar de Origen |
| -------------------- | ------------------------------------ | ---- | -------- | --------------- |
| Aruba                | Hannah Abigail Angelle Arends        | 22   | 1.75 m   | Oranjestad      |
| Bolivia              | Yesenia Barrientos Castro            | 24   | 1.70 m   | Santa Cruz      |
| Brasil               | Innessa Karla Nogueira de Pontes     | 19   | 1.68 m   | Fortaleza       |
| Canadá               | Rita Houkayem                        | 27   | 1.76 m   | Toronto         |
| Chile                | Javiera Ignacia Montabone Posenatto  | 20   | 1.74 m   | Santiago        |
| Colombia             | Scarlet Stefanía Sánchez Pinedo      | 24   | 1.72 m   | Medellín        |
| Cuba                 | Samantha Camila Ramos Martínez       | 21   | 1.75 m   | La Habana       |
| Ecuador              | Génesis Mireya Vera Delgado          | 18   | 1.74 m   | Chone           |
| El Salvador          | Marie Paulette Rodríguez Magaña      | 21   | 1.70 m   | Santa Tecla     |
| España               | Verónica Patrizia Selva Ratto        | 20   | 1.69 m   | Caracas         |
| Guatemala            | Keila Sofía Rodas Castillo           | 23   | 1.70 m   | Coatepeque      |
| Haití                | Nandy Lantour                        | 26   | 1.63 m   | Miami           |
| Japón                | Yu Harada                            | 21   | 1.74 m   | Tokio           |
| México               | Mónica Fernanda Hernández Reynaga    | 25   | 1.71 m   | Mérida          |
| Paraguay             | Verónica Vanessa Viveros Viedma      | 21   | 1.76 m   | Asunción        |
| Perú                 | Francesca Danitza Antonietti Salazar | 26   | 1.70 m   | Piura           |
| Polonia              | Maja Aleksandra Sieron               | 19   | 1.75 m   | Lodz            |
| Portugal             | Carina Patrícia Neto                 | 22   | 1.70 m   | Oporto          |
| Puerto Rico          | Naisha Saraí Cabán Cortés            | 21   | 1.74 m   | Mayagüez        |
| República Dominicana | Madeline María Sarante Alonzo        | 20   | 1.80 m   | Santiago        |
| Uruguay              | Melisa Benítez Staffani              | 24   | 1.70 m   | Montevideo      |
| Venezuela            | María Sofía Contreras Trujillo       | 19   | 1.72 m   | Maracay         |